# 拉納韋山
73°19′S 163°33′E / 73.317°S 163.550°E
拉納韋山（Runaway Hills）是南極洲的山峰，位於維多利亞地的博克格雷溫克海岸，屬於南十字山脈的一部分，是阿羅黑德山脈的西北端，由新西蘭探險隊命名。